# Litoria bibonius
Litoria bibonius é uma espécie de anfíbio anuros da família Pelodryadidae.
Está presente somente na Papua Nova Guiné.
De acordo com a UICN, está classificado como pouco preocupante.

## Morfologia
A espécie possui as seguintes características diagnósticas: somente um terço de seus dedos possui membranas, não há a presença de dentes vomerinos, têm um tímpano liso em vez de granular e seu focinho é longo e pontiagudo.
O dorso é uniformemente verde, com uma linha lateral branca amarelada, e as superfícies ocultas de suas coxas são amarelas.
O L. bibonius apresenta locomoção por saltos e, assim como os outros membros do gênero Litoria, possui íris horizontais, porém, diferente de todas as espécies de Litoria da Papua Nova Guiné, possui olhos vermelhos.

## Taxonomia
Litoria bibonius faz parte do grupo espécie L. bicolor, que foi criado para acomodar 7 espécies da região que apresentavam características em comum. 
Os outros integrantes do grupo são: Litoria cooloolensis e Litoria fallax da Austrália; Litoria bicolor da Austrália e Papua Nova Guiné; Litoria contrastens , Litoria longicrus e Litoria mystax da Papua Nova Guiné.